# Nederlandse kampioenschappen veldrijden 2023
De Nederlandse kampioenschappen veldrijden 2023 werden verreden op zaterdag 14 en zondag 15 januari in Zaltbommel aan de oever van de Waal. Vooraf was er veel regen gevallen, waardoor de wedstrijden modderballetten werden. Op de donderdag voor de wedstrijden kwam de brandweer langs om regen- en grondwater van het parkoers te pompen. Het water in de Waal kwam in het weekend zo hoog, dat de golven tegen het parkoers aan klotsten. Een deel van het parkoers werd daarom hogerop gelegd. De grasmat van de rivierdijk werd beschadigd en moest door het Waterschap Rivierenland worden hersteld.

## Erelijst
| Categorie         | Kampioen                     | Tweede                     | Derde             |
| Mannen            |                              |                            |                   |
| Elite             | Lars van der Haar            | Joris Nieuwenhuis          | Ryan Kamp         |
| Beloften Onder 23 | Tibor del Grosso             | Luke Verburg               | Danny van Lierop  |
| Junioren O19      | Keije Solen                  | Senna Remijn               | Floris Haverdings |
| Nieuwelingen O17  | Michiel Mouris               | Rinus Mijnten              | Rick Versloot     |
| Nieuwelingen O16  | Mads Pé Teunissen van Maanen | Finn Bastiaanssen          | Willem Jan Belt   |
| Vrouwen           |                              |                            |                   |
| Elite             | Puck Pieterse                | Ceylin del Carmen Alvarado | Fem van Empel     |
| Beloften O23      | Leonie Bentveld              | Iris Offerein              | Larissa Hartog    |
| Junioren O19      | Lauren Molengraaf            | Sara Sonnemans             | Roxanne Takken    |
| Nieuwelingen O17  | Mae Cabaca                   | Elena van der Veken        | Noï Moes          |

## Wedstrijdverloop
De wedstrijden bij de elite zijn van start tot finish terug te kijken op YouTube, zie de bronnen onderaan deze pagina.

### Mannen
De wedstrijd werd gedomineerd door de ploeg Baloise - Trek Lions, met een aan kop sleurende Joris Nieuwenhuis en een aanklampende Lars van der Haar. Ploeggenoot Pim Ronhaar kon nog het langst volgen. In de derde ronde kwam Ryan Kamp opzetten en hij gaf daarna zijn derde plek niet meer af. De wedstrijd werd pas in de laatste ronde beslist, nadat Nieuwenhuis ruim een uur voorop had gelegen. Van der Haar lag uiteindelijk slechts twee minuten aan kop, en struikelde van vermoeidheid op de trap naar de Waalkade. Hij passeerde als eerste de finish, op korte afstand gevolgd door Nieuwenhuis. Die baalde enorm van een loszittend schoenplaatje, waardoor hij niet volledig kracht kon zetten en genoegen moest nemen met de tweede plek.
De 19-jarige Tibor del Grosso reed in de eerste anderhalve ronde in de kopgroep mee. Daarmee pakte hij een beslissende voorsprong bij de beloften, die ook na twee lekke banden stand hield. Luke Verburg reed in de vijfde minuut nog mee met de kopgroep van zes, maar moest daarna afhaken. Hij eindigde binnen een minuut na Del Grosso.

### Vrouwen
Europees kampioene Fem van Empel nam vanaf het startschot het voortouw en reed al na een paar minuten solo vooraan. Rond de achtste minuut werd een kopgroep gevormd met Van Empel, Puck Pieterse en Ceylin del Carmen Alvarado, op korte afstand gevolgd door Lucinda Brand. Terwijl Brand terugzakte en eerst door Annemarie Worst en daarna door Denise Betsema werd ingehaald, nam de kopgroep steeds meer voorsprong. Alvarado moest een tijdje lossen, kwam weer bij en probeerde vervolgens weg te rijden. Pieterse, die voor dit NK overstapte naar de elite, lag ook een tijdje voorop maar werd weer bijgehaald. Halverwege de wedstrijd plaatste ze een aanval en maakte Alvarado een foutje. Van Empel bleef in het wiel van Alvarado zitten en Pieterse nam een voorsprong die uitgroeide tot bijna een halve minuut. In de laatste ronde reed Alvarado weg bij Van Empel, maakte aanvankelijk veel terrein goed, maar kon het gat naar Pieterse niet dichten.
Belofte Leonie Bentveld en junior Lauren Molengraaf wisten allebei in hun wedstrijd het veld op ruime achterstand te zetten. De voorsprong liep op richting de vier minuten en ze dubbelden tweederde van het deelnemersveld.

## Uitslagen

### Mannen elite
| Plaats                    | Naam               | Tijd     |
| ------------------------- | ------------------ | -------- |
| Nederlandse kampioenstrui | Lars van der Haar  | 1u04'11" |
| Zilver                    | Joris Nieuwenhuis  | + 3"     |
| Brons                     | Ryan Kamp          | + 47"    |
| 4                         | Pim Ronhaar        | + 1'25"  |
| 5                         | Corné van Kessel   | + 1'47"  |
| 6                         | Mees Hendrikx      | + 2'20"  |
| 7                         | Stan Godrie        | + 2'51"  |
| 8                         | David van der Poel | + 3'13"  |
| 9                         | Klaas Groenen      | + 6'58"  |
| 10                        | Bart de Veer       |          |

Renners zonder tijd zijn tijdens de wedstrijd gedubbeld. Zij worden uit de wedstrijd genomen, maar wel in de uitslag opgenomen.

### Vrouwen elite
| Plaats                    | Naam                       | Tijd    |
| ------------------------- | -------------------------- | ------- |
| Nederlandse kampioenstrui | Puck Pieterse              | 51'21"  |
| Zilver                    | Ceylin del Carmen Alvarado | + 26"   |
| Brons                     | Fem van Empel              | + 38"   |
| 4                         | Denise Betsema             | + 2'16" |
| 5                         | Annemarie Worst            | + 2'54" |
| 6                         | Lucinda Brand              | + 3'39" |
| 7                         | Aniek van Alphen           | + 4'00" |
| 8                         | Manon Bakker               | + 5'45" |
| 9                         | Anne Tauber                | + 6'28" |
| 10                        | Marianne Vos               | + 6'49" |

### Mannen beloften
De beloften reden mee in dezelfde wedstrijd als de elite.
| Plaats                    | Naam                     | Tijd     |
| ------------------------- | ------------------------ | -------- |
| Nederlandse kampioenstrui | Tibor del Grosso         | 1u07'45" |
| Zilver                    | Luke Verburg             | + 49"    |
| Brons                     | Danny van Lierop         | + 2'30"  |
| 4                         | Lucas Janssen            | + 3'16"  |
| 5                         | Remon Delnoije           |          |
| 6                         | Hugo Kars                |          |
| 7                         | Bram Gerritsen           |          |
| 8                         | Salvador Alvarado        |          |
| 9                         | Bailey Groenendaal       |          |
| 10                        | Rens Teunissen van Manen |          |

### Vrouwen beloften
| Plaats                    | Naam                | Tijd    |
| ------------------------- | ------------------- | ------- |
| Nederlandse kampioenstrui | Leonie Bentveld     | 48'40"  |
| Zilver                    | Iris Offerein       | + 3´46" |
| Brons                     | Larissa Hartog      | + 4´06" |
| 4                         | Mirre Knaven        | + 4'42" |
| 5                         | Anne Knijnenburg    | + 6'05" |
| 6                         | Rosa Van Doorn      | + 7'11" |
| 7                         | Femke Gort          |         |
| 8                         | Renée van Hout      |         |
| 9                         | Pem Hoefmans        |         |
| 10                        | Carmen van der Veen |         |

### Jongens junioren
| Plaats                    | Naam                  | Tijd    |
| ------------------------- | --------------------- | ------- |
| Nederlandse kampioenstrui | Keije Solen           | 40'59"  |
| Zilver                    | Senna Remijn          | + 1'30" |
| Brons                     | Floris Haverdings     | + 1'48" |
| 4                         | Guus van den Eijnden  | + 2'31" |
| 5                         | Ruud Junior Nagengast | + 3'38" |
| 6                         | Patrick Nieuwenhuis   | + 3'46" |
| 7                         | Thom van Herwaarden   | + 3'49" |
| 8                         | Nauk ten Thije        | + 4'01" |
| 9                         | Max Rijvers           | + 4'14" |
| 10                        | Antoine Quint         | + 4'29" |

### Meisjes junioren
| Plaats                    | Naam                | Tijd    |
| ------------------------- | ------------------- | ------- |
| Nederlandse kampioenstrui | Lauren Molengraaf   | 49'23"  |
| Zilver                    | Sara Sonnemans      | + 3´40" |
| Brons                     | Roxanne Takken      | + 4´19" |
| 4                         | Puck Langenbarg     | + 4'59" |
| 5                         | Anna Linde van Dorp |         |
| 6                         | Maud Adams          |         |
| 7                         | Femke Lenferink     |         |
| 8                         | Jenna van Tongeren  |         |
| 9                         | Floor Holslag       |         |
| 10                        | Kaylie van Gaalen   |         |

### Jongens nieuwelingen tweedejaars
| Plaats                    | Naam                | Tijd    |
| ------------------------- | ------------------- | ------- |
| Nederlandse kampioenstrui | Michiel Mouris      | 35'27"  |
| Zilver                    | Rinus Mijnten       | + 1´17" |
| Brons                     | Rick Versloot       | + 1´31" |
| 4                         | Kaj Roeling         | + 1'54" |
| 5                         | Maurits Blaauwgeers | + 2'18" |
| 6                         | Lars van de Weijer  | + 2'43" |
| 7                         | Gijs Schoonvelde    | + 2'49" |
| 8                         | Ties Verbruggen     | + 2'51" |
| 9                         | Samuel Gunnink      | + 3'14" |
| 10                        | Twan Maarleveld     | + 3'27" |

### Meisjes nieuwelingen
| Plaats                    | Naam                | Tijd    |
| ------------------------- | ------------------- | ------- |
| Nederlandse kampioenstrui | Mae Cabaca          | 38'50"  |
| Zilver                    | Elena van der Veken | + 1´26" |
| Brons                     | Noï Moes            | + 1´51" |
| 4                         | Jente Koops         | + 2'22" |
| 5                         | Selena Bas          | + 3'25" |
| 6                         | Isere Koster        | + 3'52" |
| 7                         | Rianne Nieuwenhuis  | + 4'09" |
| 8                         | Roos Müller         | + 5'09" |
| 9                         | Lisa Band           | z.t.    |
| 10                        | Hannah Kiers        | z.t.    |

### Jongens nieuwelingen eerstejaars
| Plaats                    | Naam                         | Tijd    |
| ------------------------- | ---------------------------- | ------- |
| Nederlandse kampioenstrui | Mads Pé Teunissen van Maanen | 36'33"  |
| Zilver                    | Finn Bastiaanssen            | + 56"   |
| Brons                     | Willem Jan Belt              | + 1´33" |
| 4                         | Cas Timmermans               | + 2'28" |
| 5                         | Matt Roijackers              | + 2'58" |
| 6                         | Levi van Dijk                | + 3'43" |
| 7                         | Noël Goijert                 | + 4'01" |
| 8                         | Joachim Luijendijk           | + 4'15" |
| 9                         | Nick Koenis                  | + 4'24" |
| 10                        | Dave Boekestijn              | + 4'59" |

Kampioenschappen:  Wereldkampioenschappen ·
 Europese kampioenschappen ·
 Belgische kampioenschappen ·
 Nederlandse kampioenschappen
Klassementen:  Wereldbeker ·
 Superprestige ·
 X²O Badkamers Trofee ·
 TOI TOI Cup ·
 USCX Series ·
 Coupe de France ·
 National Trophy Series ·
 Copa de España ·
 Swiss Cyclocross Cup ·
 New England Series
Overig:  Exact Cross ·  Losse crossen België
Geen UCI-cat.:  Giro d'Italia Ciclocross
1963 · 
1964 · 
1965 · 
1966 · 
1967 · 
1968 · 
1969 · 
1970 · 
1971 · 
1972 · 
1973 · 
1974 · 
1975 · 
1976 · 
1977 · 
1978 · 
1979 · 
1980 · 
1981 · 
1982 · 
1983 · 
1984 · 
1985 · 
1986 · 
1987 · 
1988 · 
1989 · 
1990 · 
1991 · 
1992 · 
1993 · 
1994 · 
1995 · 
1996 · 
1997 · 
1998 · 
1999 · 
2000 · 
2001 · 
2002 · 
2003 · 
2004 · 
2005 · 
2006 · 
2007 · 
2008 · 
2009 · 
2010 ·
2011 ·
2012 ·
2013 ·
2014 ·
2015 ·
2016 ·
2017 ·
2018 ·
2019 ·
2020 ·
2021 ·
2022 ·
2023 · 2024 · 2025